# Diskretna enakomerna porazdelitev
Diskretna enakomerna porazdelitev  (tudi nezvezna enakomerna porazdelitev) je verjetnostna porazdelitev v kateri ima končno število vrednosti enako verjetnost, da je izbrano.
Če lahko slučajna spremenljivka zavzame n vrednosti {\displaystyle k_{1},k_{2},\dots ,k_{n}}, ki so enako verjetne, potem z izbiro vrednosti iz nabora dobimo nezvezno enakomerno porazdelitev. Verjetnost, da bo izbrana katerakoli izmed vrednosti ki je enaka 1/n. 

## Primer
Najbolj enostaven primer takšne porazdelitve dobimo pri metanju pravilne kocke, kjer so možni izzidi 1, 2, 3, 4, 5 in 6. Verjetnost kateregakoli izida je enaka 1/6. To lahko zapišemo kot 
{\displaystyle \operatorname {P} (X=x)=f(x)={\begin{cases}{\frac {1}{n}}&{za}\;x=x_{i}(i=1,\dots ,n)\\0&{\mbox{ostali}}\end{cases}}}.

Varianca v tem primeru je 
{\displaystyle V(X)={\frac {35}{12}}\approx 2,92}